# ديفيد بويل (كاتب)
ديفيد بويل (بالإنجليزية: David Boyle) هو كاتب بريطاني، ولد في 1958.